# Eudulophasia invaria
Eudulophasia invaria är en fjärilsart som beskrevs av Walker 1854. Eudulophasia invaria ingår i släktet Eudulophasia och familjen mätare. Inga underarter finns listade i Catalogue of Life.